# Международная ассоциация исследования культов
Международная ассоциация исследования культов (англ. International Cultic Studies Association), до 2004 года Американский семейный фонд (англ. American Family Foundation) — созданная в 1979 году Кэем Барни (англ. Kay Barney) и базирующаяся в США организация. Издает научный журнал International Journal of Cultic Studies. Исполнительный директор — М. Лангоун. Присуждает премию имени Маргарет Сингер.